# Ed Oxenbould
Ed Oxenbould (* 1. Juni 2001 in Melbourne) ist ein australischer Schauspieler.

## Leben
Oxenbould wurde als Sohn von Di Adams und Jamie Oxenbould geboren. Sein Onkel Ben Oxenbould ist ebenfalls Schauspieler.
Seine erste Rolle hatte er 2011 in einer Episode der Miniserie Underbelly: Razor, bevor er im nächsten Jahr den neun Jahre alten Julian Assange in dem Kurzfilm Julian spielte. 2013 wurde er für diese Rolle für den AACTA Award als bester Jungdarsteller nominiert. Anschließend war Oxenbould in Paper Planes, Die Coopers – Schlimmer geht immer (beide 2014) und M. Night Shyamalans Horrorfilm The Visit (2015) zu sehen.

## Filmografie (Auswahl)
- 2011: Underbelly: Razor (Miniserie, Episode 1x11)
- 2012: Julian (Kurzfilm)
- 2012: All God’s Creatures (Kurzfilm)
- 2013: The Amber Amulet (Kurzfilm)
- 2012–2014: Puberty Blues (Fernsehserie, 17 Episoden)
- 2014: Paper Planes
- 2014: Die Coopers – Schlimmer geht immer (Alexander and the Terrible, Horrible, No Good, Very Bad Day)
- 2014: Soul Mates (Fernsehserie, 2 Episoden)
- 2015: Comedy Bang! Bang! (Fernsehserie, Episode 4x01)
- 2015: The Visit
- 2016: Better Watch Out
- 2018: Wildlife
- 2019: Being Gavin
- 2019–2020: Reckoning (Fernsehserien, 10 Episoden)
- 2024: Head South
- 2024: Before Dawn